# Analanjirofo
Analanjirofo er en region beliggende i den nordøstlige del af Madagaskar i den tidligere provins Toamasina. Den grænser til Sava (Madagaskar) mod nord, Sofia mod vest, Alaotra-Mangoro mod sydvest og Atsinanana mod syd.
Analanjirofo er inddelt i seks distrikter:
1. Fenerive Est (distrikt) (Fenerive Est, Fenoarivo Atsinanana)
2. Mananara Nord (distrikt) (Mananara Nord, Mananara Avaratra)
3. Maroantsetra (distrikt) (Maroantsetra)
4. Nosy-Boraha (distrikt) (Nosy-Boraha, Île Sainte-Marie)
5. Soanierana Ivongo (distrikt) (Soanierana Ivongo)
6. Vavatenina (distrikt) (Vavatenina)

Regionshovedstad er byen Fenoarivo Atsinanana (fransk: Fénérive Est), og befolkningen blev i 2004 anslået til 860.800 mennesker på et areal af 21.930 km²

## Natur
- Ambatovaky-reservatet ligger i regionen

## Eksterne kilder og henvisninger
1. 1 2  Profile des marchés pour les évaluations d’urgence de la sécurité alimentaire p. 27, Eliane Ralison og Frans Goossens 2006 hentet 5. maj 2009

16°35′39″S 49°26′19″Ø / 16.59417°S 49.43861°Ø